# 버틀러-볼머 방정식
전기화학에서 버틀러-볼머 방정식(영어: Butler–Volmer equation, 존 앨프리드 발렌타인 버틀러와 막스 볼머의 이름을 따서 명명됨)은 에르데이-그루즈–볼머(Erdey-Grúz–Volmer) 방정식으로도 알려져 있으며, 전기화학 반응 속도론에서 가장 기본적인 관계 중 하나이다. 이는 양극 반응과 음극 반응이 동일한 전극에서 일어난다고 가정할 때, 단순한 단일 분자 산화환원 반응에서 전극을 통해 흐르는 전류가 전극과 벌크 전해질 사이의 전압 차이에 어떻게 의존하는지를 설명한다.

## 버틀러-볼머 방정식
버틀러-볼머 방정식은 다음과 같다.
{\displaystyle j=j_{0}\cdot \left\{\exp \left[{\frac {\alpha _{\rm {a}}zF}{RT}}(E-E_{\rm {eq}})\right]-\exp \left[-{\frac {\alpha _{\rm {c}}zF}{RT}}(E-E_{\rm {eq}})\right]\right\}}
또는 더 간결한 형태로:
{\displaystyle j=j_{0}\cdot \left\{\exp \left[{\frac {\alpha _{\rm {a}}zF\eta }{RT}}\right]-\exp \left[-{\frac {\alpha _{\rm {c}}zF\eta }{RT}}\right]\right\}}
여기서:

윗 그래프는 과전압 η의 함수로 전류 밀도를 보여준다. 양극 및 음극 전류 밀도는 각각 α=α_{a}=α_{c}=0.5 및 j_{0} =1mAcm^{−2 }(백금 및 팔라듐 값에 근접)에 대해 j_{a} 및 j_{c}로 표시된다. 아래 그래프는 α의 다른 값에 대한 로그 플롯(테이플 플롯)을 보여준다.

- {\displaystyle j}: 전극 전류 밀도, A/m2 (j = I/S로 정의됨)
- {\displaystyle j_{0}}: 교환 전류 밀도, A/m2
- {\displaystyle E}: 전극 전위, V
- {\displaystyle E_{\rm {eq}}}: 평형 전위, V
- {\displaystyle T}: 절대 온도, K
- {\displaystyle z}: 전극 반응에 관련된 전자 수
- {\displaystyle F}: 패러데이 상수
- {\displaystyle R}: 보편 기체 상수
- {\displaystyle \alpha _{\rm {c}}}: 음극 전하 전달 계수, 무차원
- {\displaystyle \alpha _{\rm {a}}}: 양극 전하 전달 계수, 무차원
- {\displaystyle \eta }: 활성화 과전압 ({\displaystyle \eta =E-E_{\rm {eq}}}로 정의됨).

오른쪽 그림은 {\displaystyle \alpha _{\rm {a}}=1-\alpha _{\rm {c}}}에 유효한 플롯을 보여준다.

### 제한적인 경우
버틀러-볼머 방정식에는 두 가지 제한적인 경우가 있다.
- 낮은 과전압 영역("분극 저항"이라고 불리며, E ≈ Eeq일 때), 버틀러-볼머 방정식은 다음과 같이 단순화된다.

{\displaystyle j=j_{0}{\frac {zF}{RT}}(E-E_{\rm {eq}})};
- 높은 과전압 영역에서는 버틀러-볼머 방정식이 테이플 방정식으로 단순화된다. {\displaystyle (E-E_{\rm {eq}})>>0}일 때는 첫 번째 항이 지배적이고, {\displaystyle (E-E_{\rm {eq}})<<0}일 때는 두 번째 항이 지배적이다.

{\displaystyle E-E_{\rm {eq}}=a_{\rm {c}}-b_{\rm {c}}\log j} (E << Eeq일 때 음극 반응의 경우) 또는
{\displaystyle E-E_{\rm {eq}}=a_{\rm {a}}+b_{\rm {a}}\log j} (E >> Eeq일 때 양극 반응의 경우)
여기서 {\displaystyle a}와 {\displaystyle b}는 상수(주어진 반응과 온도에 대해)이며 테이플 방정식 상수라고 불린다. 테이플 방정식 상수의 이론값은 음극 및 양극 과정에 따라 다르다. 그러나 테이플 기울기 {\displaystyle b}는 다음과 같이 정의될 수 있다.
{\displaystyle b=\left({\frac {\partial E}{\partial \ln |I_{\rm {F}}|}}\right)_{c_{i},T,p}}
여기서 {\displaystyle I_{\rm {F}}}는 패러데이 전류이며, {\displaystyle I_{\rm {F}}=I_{\rm {c}}+I_{\rm {a}}}로 표현되고, {\displaystyle I_{\rm {c}}}와 {\displaystyle I_{\rm {a}}}는 각각 음극 및 양극 부분 전류이다.

## 확장된 버틀러-볼머 방정식
물질 이동이 영향을 미치는 조건에 적용할 수 있는 버틀러-볼머 방정식의 더 일반적인 형태는 다음과 같이 쓸 수 있다.
{\displaystyle j=j_{0}\left\{{\frac {c_{\rm {o}}(0,t)}{c_{\rm {o}}^{*}}}\exp \left[{\frac {\alpha _{\rm {a}}zF\eta }{RT}}\right]-{\frac {c_{\rm {r}}(0,t)}{c_{\rm {r}}^{*}}}\exp \left[-{\frac {\alpha _{\rm {c}}zF\eta }{RT}}\right]\right\}}
여기서:
- j는 전류 밀도, A/m2,
- co와 cr은 각각 산화될 종과 환원될 종의 농도를 나타내며,
- c(0,t)는 전극 표면에서 거리가 0인 지점의 시간에 따른 농도이다.

위의 형태는 전극 표면의 전기화학 활성종 농도가 벌크 농도와 같을 때 일반적인 형태(문서 상단에 표시된)로 단순화된다.
전극의 전류-전압 관계를 결정하는 두 가지 속도가 있다. 첫째는 반응물을 소모하고 생성물을 생산하는 전극에서의 화학 반응 속도이다. 이것을 전하 전달 속도라고 한다. 둘째는 확산, 이동, 대류 등 다양한 과정을 통해 반응물이 전극 영역으로 공급되고 생성물이 제거되는 속도이다. 후자를 물질 이동 속도라고 한다.
이 두 속도는 전극에서 반응물과 생성물의 농도를 결정하며, 이는 다시 이들 속도에 의해 결정된다. 이들 속도 중 가장 느린 속도가 전체 공정 속도를 결정한다.
단순 버틀러-볼머 방정식은 전극에서의 농도가 벌크 전해질의 농도와 실질적으로 같다고 가정하여, 전류를 전위의 함수로만 표현할 수 있게 한다. 다시 말해, 물질 이동 속도가 반응 속도보다 훨씬 크고, 반응이 더 느린 화학 반응 속도에 의해 지배된다고 가정한다. 이러한 한계에도 불구하고, 버틀러-볼머 방정식은 전기화학에서 널리 사용되며, 종종 "현상학적 전극 반응 속도론의 핵심"으로 간주된다.
확장된 버틀러-볼머 방정식은 이러한 가정을 하지 않고, 전극에서의 농도를 주어진 것으로 간주하여 전류가 전위뿐만 아니라 주어진 농도의 함수로도 표현되는 관계를 제공한다. 물질 전달 속도는 비교적 작을 수 있지만, 화학 반응에 미치는 유일한 영향은 변화된(주어진) 농도를 통해서이다. 사실상, 농도는 전위의 함수이기도 하다. 전류를 전위의 함수로만 표현하는 완전한 처리는 확장된 버틀러-볼머 방정식에 의해 표현되겠지만, 농도를 전위의 함수로 표현하기 위해 물질 전달 효과를 명시적으로 포함해야 한다.

### 유도

#### 일반적인 표현

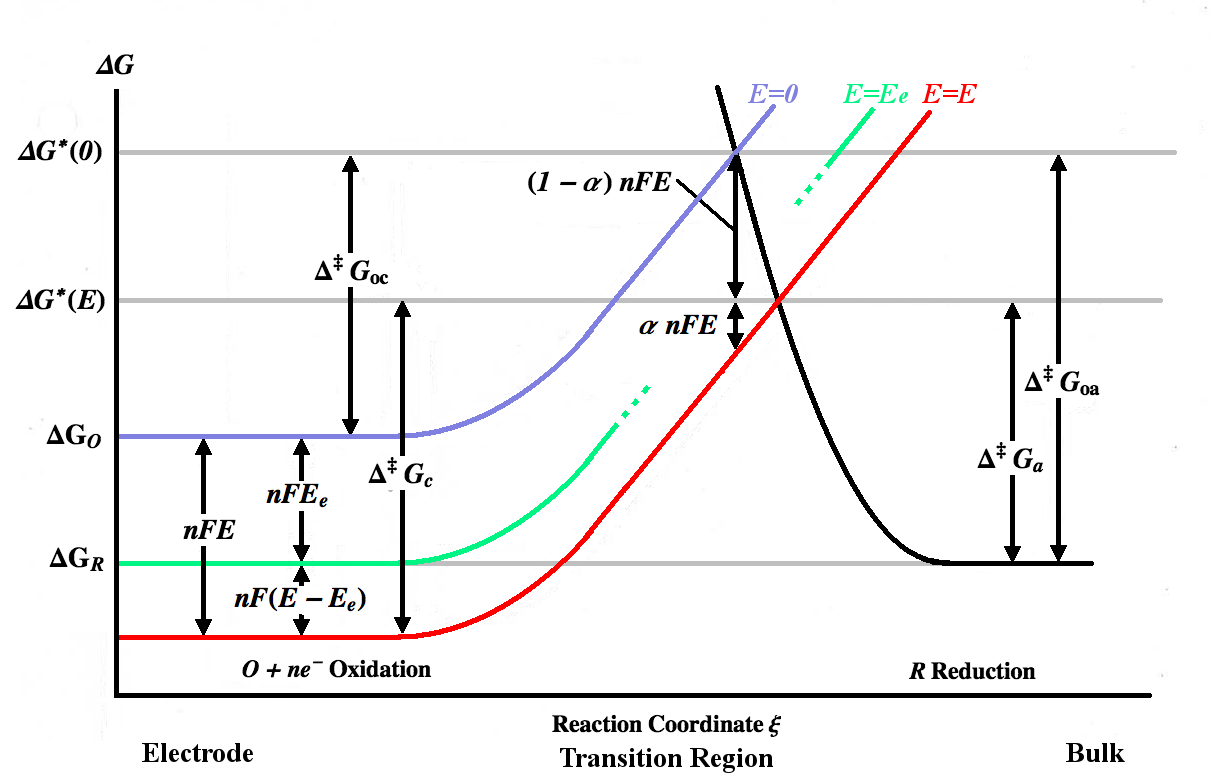
반응 좌표의 함수로 여러 깁스 에너지를 플롯한 그림. 반응은 더 낮은 에너지 방향으로 진행된다 - 파란색 곡선은 환원, 빨간색 곡선은 산화. 녹색 곡선은 평형을 나타낸다.

확장된 버틀러-볼머 방정식의 다음 유도는 바드와 포크너 및 뉴먼과 토마스-앨리아의 유도에서 가져왔다. 간단한 단일분자, 단일 단계 반응의 형태는 다음과 같다.
O+ne− → R
정방향 및 역방향 반응 속도(vf 및 vb)와 패러데이의 전기분해 법칙으로부터 관련 전기 전류 밀도(j)는 다음과 같이 쓸 수 있다.
{\displaystyle v_{f}=k_{f}c_{o}=j_{f}/nF}
{\displaystyle v_{b}=k_{b}c_{r}=j_{b}/nF}
여기서 kf와 kb는 반응 속도 상수이며, 단위는 빈도(1/시간)이고 co와 cr은 각각 산화된 분자와 환원된 분자의 표면 농도(몰/면적)이다(이전 섹션에서는 co(0,t)와 cr(0,t)로 표기됨). 순 반응 속도 v와 순 전류 밀도 j는 다음과 같다.
{\displaystyle v=v_{b}-v_{f}={\frac {j_{b}-j_{f}}{nF}}={\frac {j}{nF}}}
위 그림은 반응 좌표 ξ의 함수로 다양한 깁스 에너지 곡선을 플롯한 것이다. 반응 좌표는 대략 거리의 척도이며, 전극 본체는 왼쪽에 있고 벌크 용액은 오른쪽에 있다. 파란색 에너지 곡선은 전위가 인가되지 않았을 때 산화된 분자가 전극 표면에 가까워질수록 깁스 에너지가 증가하는 것을 보여준다. 검은색 에너지 곡선은 환원된 분자가 전극에 가까워질수록 깁스 에너지가 증가하는 것을 보여준다. 두 에너지 곡선은 {\displaystyle \Delta G^{*}(0)}에서 교차한다. 전극에 전위 E를 인가하면 에너지 곡선이 아래로 이동하며 (빨간색 곡선으로) nFE만큼 이동하고 교차점은 {\displaystyle \Delta G^{*}(E)}로 이동한다. {\displaystyle \Delta ^{\ddagger }G_{c}}와 {\displaystyle \Delta ^{\ddagger }G_{a}}는 일반적인 E에 대해 각각 산화된 종과 환원된 종이 극복해야 할 활성화 에너지(에너지 장벽)인 반면, {\displaystyle \Delta ^{\ddagger }G_{oc}}와 {\displaystyle \Delta ^{\ddagger }G_{oa}}는 E=0일 때의 활성화 에너지이다. 
속도 상수가 아레니우스 방정식으로 잘 근사된다고 가정하면,
{\displaystyle k_{f}=A_{f}\exp[-\Delta ^{\ddagger }G_{c}/RT]}
{\displaystyle k_{b}=A_{b}\exp[-\Delta ^{\ddagger }G_{a}/RT]}
여기서 Af와 Ab는 Af co = Ab cr이 "정확하게 정렬된" O-R 충돌 빈도인 상수이며, 지수 항(볼츠만 인자)은 장벽을 극복하고 반응하기에 충분한 에너지를 가진 충돌의 비율이다.
전이 영역에서 에너지 곡선이 실질적으로 선형이라고 가정하면 다음과 같이 표현할 수 있다.
| {\displaystyle \Delta G=S_{c}\xi +K_{c}}     | (파란색 곡선) |
| {\displaystyle \Delta G=S_{c}\xi +K_{c}-nFE} | (빨간색 곡선) |
| {\displaystyle \Delta G=-S_{a}\xi +K_{a}}    | (검은색 곡선) |
이 간단한 경우의 전하 전달 계수는 대칭 인자와 동일하며, 에너지 곡선의 기울기로 표현할 수 있다.
{\displaystyle \alpha ={\frac {S_{c}}{S_{a}+S_{c}}}}
다음이 성립한다.
{\displaystyle \Delta ^{\ddagger }G_{c}=\Delta ^{\ddagger }G_{oc}+\alpha nFE}
{\displaystyle \Delta ^{\ddagger }G_{a}=\Delta ^{\ddagger }G_{oa}-(1-\alpha )nFE}
간결하게 정의하면:
{\displaystyle f_{\alpha }=\alpha nF/RT}
{\displaystyle f_{\beta }=(1-\alpha )nF/RT}
{\displaystyle f=f_{\alpha }+f_{\beta }=nF/RT}
이제 속도 상수는 다음과 같이 표현할 수 있다.
{\displaystyle k_{f}=k_{fo}e^{-f_{\alpha }E}}
{\displaystyle k_{b}=k_{bo}e^{f_{\beta }E}}
여기서 제로 전위에서의 속도 상수는 다음과 같다.
{\displaystyle k_{fo}=A_{f}e^{-\Delta ^{\ddagger }G_{oc}/RT}}
{\displaystyle k_{bo}=A_{b}e^{-\Delta ^{\ddagger }G_{oa}/RT}}
인가된 전위 E의 함수로서의 전류 밀도 j는 이제 다음과 같이 쓸 수 있다.:§ 8.3
{\displaystyle j=nF(c_{r}k_{bo}e^{f_{\beta }E}-c_{o}k_{fo}e^{-f_{\alpha }E})}

#### 평형 전위로 표현
특정 전압 Ee에서 평형이 달성되면 정방향 및 역방향 속도(vf 및 vb)는 동일해진다. 이는 위 그림의 녹색 곡선으로 나타낸다. 평형 속도 상수는 kfe 및 kbe로 표기되며, 평형 농도는 coe 및 cre로 표기된다. 평형 전류(jce 및 jae)는 동일하며, 교환 전류 밀도라고 알려진 jo로 표기된다.
{\displaystyle v_{fe}=k_{fe}c_{oe}=j_{o}/nF}
{\displaystyle v_{be}=k_{be}c_{re}=j_{o}/nF}
평형 상태에서 순 전류 밀도는 0이 된다는 점에 유의한다. 평형 속도 상수는 다음과 같다.
{\displaystyle k_{fe}=k_{fo}e^{-f_{\alpha }E_{e}}}
{\displaystyle k_{be}=k_{bo}e^{f_{\beta }E_{e}}}
위 식을 kfo와 kbo에 대해 평형 농도 coe와 cre 및 교환 전류 밀도 jo로 풀면, 인가된 전위 E의 함수로서의 전류 밀도 j는 다음과 같이 쓸 수 있다.:§ 8.3
{\displaystyle j=j_{o}\left({\frac {c_{r}}{c_{re}}}e^{f_{\beta }(E-E_{e})}-{\frac {c_{o}}{c_{oe}}}e^{-f_{\alpha }(E-E_{e})}\right)}
벌크 용액에서 평형이 유지된다고 가정하면, 농도는 {\displaystyle c_{o}^{*}} 및 {\displaystyle c_{r}^{*}}이 되므로, {\displaystyle c_{oe}=c_{o}^{*}} 및 {\displaystyle c_{re}=c_{r}^{*}}이 성립하며, 전류 밀도 j에 대한 위 표현은 버틀러-볼머 방정식이 된다. E-Ee는 또한 η, 즉 활성화 과전압으로도 알려져 있다.

#### 표준 전위로 표현
간단한 반응의 경우 깁스 에너지의 변화는 다음과 같다.
{\displaystyle \Delta G=\Delta G_{o}-\Delta G_{r}=(\Delta G_{o}^{o}-\Delta G_{r}^{o})+RT\ln \left({\frac {a_{oe}}{a_{re}}}\right)}
여기서 aoe와 are는 평형 상태에서의 활동도이다. 활동도 a는 활동도 계수 γ에 의해 a=γc로 농도 c와 관련된다. 평형 전위는 네른스트 식에 의해 주어진다.
{\displaystyle E_{e}=-{\frac {\Delta G}{nF}}=E^{o}+{\frac {RT}{nF}}\ln \left({\frac {a_{oe}}{a_{re}}}\right)}
여기서 {\displaystyle E^{o}}는 표준 전극 전위이다.
{\displaystyle E^{o}=-(\Delta G_{o}^{o}-\Delta G_{r}^{o})/nF}
형식 전위를 정의하면 다음과 같다.:§ 2.1.6
{\displaystyle E^{o'}=E^{o}+{\frac {RT}{nF}}\ln \left({\frac {\gamma _{oe}}{\gamma _{re}}}\right)}
평형 전위는 다음과 같다.
{\displaystyle E_{e}=E^{o'}+{\frac {RT}{nF}}\ln \left({\frac {c_{oe}}{c_{re}}}\right)}
이 평형 전위를 버틀러-볼머 방정식에 대입하면 다음과 같다.
{\displaystyle j={\frac {j_{o}}{c_{oe}^{1-\alpha }c_{re}^{\alpha }}}\left(c_{r}e^{f_{\beta }(E-E^{o'})}-c_{o}e^{-f_{\alpha }(E-E^{o'})}\right)}
이는 표준 속도 상수 ko로도 다음과 같이 쓸 수 있다.:§ 3.3.2
{\displaystyle j=nFk^{o}\left(c_{r}e^{f_{\beta }(E-E^{o'})}-c_{o}e^{-f_{\alpha }(E-E^{o'})}\right)}
표준 속도 상수는 농도와 무관하게 전극 거동의 중요한 설명자이다. 이는 시스템이 평형에 접근하는 속도의 척도이다. {\displaystyle k^{0}\rightarrow 0} 극한에서 전극은 이상적인 분극 가능한 전극이 되고 전기적으로 개방 회로처럼 작동한다(커패시턴스 무시). ko가 작은 거의 이상적인 전극의 경우, 상당한 전류를 생성하려면 과전압에 큰 변화가 필요하다. {\displaystyle k^{0}\rightarrow \infty } 극한에서 전극은 이상적인 비분극성 전극이 되고 전기적 단락처럼 작동한다. ko가 큰 거의 이상적인 전극의 경우, 과전압의 작은 변화가 전류의 큰 변화를 생성한다.

## 같이 보기
- 어드밴스드 시뮬레이션 라이브러리
- 네른스트 식
- 골드만 방정식
- 테이플 방정식

## 내용주
1. ↑  예를 들어, 물질 이동 속도가 확산에만 기인할 경우, 반응물이 전극에 공급될 수 있는 최대 속도가 존재하며, 따라서 가능한 최대 전류인 한계 전류가 존재한다. 전극 과정이 고도로 물질 이동 제어될 때, 전류 밀도의 값은 다음과 같다.
{\displaystyle j_{\text{limiting}}={\frac {zFD_{\rm {eff}}}{\delta }}c^{*}}
여기서:
  - Deff는 유효 확산 계수 (만약 있다면 비틀림을 고려);
  - δ는 확산층 두께;
  - c*는 전해액 벌크 내 전기화학 활성 (한계) 종의 농도.
2. ↑  바드[3]는 전류가 순 정방향 속도에 비례하도록 선택했지만, 전위 E를 전극의 전위에서 전해질의 전위를 뺀 값으로 선택하여 (일관되지 않지만) 음의 전위에 대해 양의 전류를 생성하는 당혹스러운 효과를 낳는다. 뉴먼[5]의 관례에 따라 전류가 순 역방향 속도에 비례하도록 선택되었으며, 이는 위 섹션의 결과와 일치한다.
3. ↑  이온의 전위를 0에서 E로 올리면 이온의 {\displaystyle \Delta G}는 {\displaystyle E\Delta q}만큼 증가한다. 여기서 {\displaystyle \Delta q}는 이온의 전하이다(전기화학 퍼텐셜 참조). 전극의 전위를 증가시키면 전극 근처 이온의 전위가 전극에 비해 감소하므로 이온의 {\displaystyle \Delta G}가 감소한다.
4. ↑  환원 에너지 곡선(검은색)은 전위에 영향을 받을 수 있지만, 산화 및 환원 곡선 변위의 합이 nFE와 같은 한 결론에는 영향을 미치지 않는다.[5]
5. ↑  깁스 에너지 변화는 {\displaystyle \Delta ^{\ddagger }G_{oa}-\Delta ^{\ddagger }G_{oc}}와 같다는 점에 유의한다.